# Szkoła Podchorążych Broni Pancernej
Szkoła Podchorążych Broni Pancernej – szkolna jednostka pancerna Polskich Sił Zbrojnych.

## We Francji
Szkoła Podchorążyoh Broni Pancernej w Ohateau de St. Esteve rozpoczęła swą działalność w marcu 1940. Pierwszy trzymiesięczny kurs objął 42 uczniów. Absolwenci kursu uzyskali tytuły podchorążych i awanse podoficerskie. 
Komenda szkoły
- komendant - kpt. Marian Włodzimierz Żebrowski
- dyrektor nauk - kpt. Jan Hodoń

Po promocji Szkoła Podchorążych została przeniesiona do Cairanne i utworzono Batalion Szkolny Broni Pancernej. W jego skład weszły dwie kompanie szkolne po ok. 90 uczniów. Skład jednej kompania stanowili żołnierze z pełną maturą, w drugiej - z małą. 
Dowództwo batalionu
- dowódca (komendant) - mjr Mieczysław Poniatowski
- dyrektor nauk - kpt. Jan Hodoń
- dowódca kompanii - kpt. Roman Gilewski
- dowódca kompanii - kpt. Aleksander Kruciński

19 czerwca 1940 r. w porcie St. Jean-de-Luz szkoła załadowana została na statki i po kilku godzinach przybyła do portu Plymouth.

## W Wielkiej Brytanii
Powstała we Francji szkoła przybyła 24 czerwca 1940 r. do portu Plymouth w Wielkiej Brytanii. Początkowo została dyslokowana w Crawford w Szkocji. Tu w listopadzie został ukończony kurs rozpoczęty we Francji. Szkoliło się ok. 180 podchorążych. Tak we Francji jak i w Szkocji zajęcia były przeważnie tylko teoretyczne, gdyż czołgów szkolnych nie było. Sprzęt szkolny w Szkocji stanowiły 2 samochody ciężarowe, 2 motocykle i 2 ciągniki Chenillette. Po ukończeniu kursu podchorążowie otrzymali przydziały do jednostek liniowych, gdzie odbyli praktykę na sprzęcie i otrzymali stopnie oficerskie. Dalsze kursy Szkoły Podchorążych zostały czasowo przerwane. 
Kadra szkoły
- komendant szkoły - mjr Mieczysław Poniatowski
- dyrektor nauk - kpt. Jan Hodoń
- dowódca 1 kompanii - kpt. Roman Gilewski
- dowódca 2 kompanii - kpt. Aleksander Kruciński

### Szkołą podchorążych w ramach Centrum
Szkołę odtworzono w strukturach Centrum Wyszkolenia Pancernego i Technicznego. Pierwszy kurs zrealizowano jeszcze w 1944 r. Przeznaczony był wyłącznie dla żołnierzy 1 Dywizji Pancernej, którzy mieli za sobą doświadczenia bojowe. Kurs ukończyło 30 podchorążych. Na kolejnych kursach szkolono szeregowych z cenzusem Polaków z armii niemieckiej. Szkolenie trwało osiem miesięcy i podzielone było na pięć okresów. W sumie dawało to 1408 godzin szkoleniowych. Od grudnia 1944 do 1 marca 1946 szkołę wypuściło osiem promocji.
Kadra szkoły
- komendant szkoły - mjr Tadeusz Poliszewski

Komendanci poszczególnych klas:
- por. K. Urbanowicz
- por. J. Strycharczyk
- por. K. Rządkowski
- por. A. Namitkiewicz
- por. J Politowski
- rtm. T. Biały
- por. E. Blajda
- por. J. Klukowski
- por. R Andruszkiewicz
- por. J. Porczyński